# Джефф-Девіс (округ, Техас)
Шаблон:StateAbbr_ 30°43′ пн. ш. 104°08′ зх. д. / 30.72° пн. ш. 104.13° зх. д.
Округ Джефф-Девіс (англ. Jeff Davis County) — округ (графство) у штаті Техас, США. Ідентифікатор округу 48243.

## Історія
Округ утворений 1887 року.

## Демографія
За даними перепису 2000 року загальне населення округу становило 2207 осіб, усе сільське. Серед мешканців округу чоловіків було 1128, а жінок — 1079. В окрузі було 896 домогосподарств, 633 родин, які мешкали в 1420 будинках. Середній розмір родини становив 2,88.
Віковий розподіл населення поданий у таблиці:
| Стать    | До 15 років | 15-21 | 22-29 | 30-39 | 40-49 | 50-65 | 65-85 | Понад 85 |
| -------- | ----------- | ----- | ----- | ----- | ----- | ----- | ----- | -------- |
| Чоловіки | 198         | 122   | 65    | 145   | 180   | 234   | 168   | 16       |
| Жінки    | 201         | 100   | 60    | 144   | 181   | 218   | 157   | 18       |

## Суміжні округи
- Калберсон — північ
- Ривс — північ
- Пекос — схід
- Брюстер — південний схід
- Пресидіо — південний захід
- Guadalupe (municipality of Chihuahua)[en], Мексика — захід
- Гадспет — північний захід

## Виноски
1. ↑  U.S. Decennial Census. United States Census Bureau. Архів оригіналу за 26 квітня 2015. Процитовано 2 травня 2015.
2. ↑  Texas Almanac: Population History of Counties from 1850–2010 (PDF). Texas Almanac. Архів оригіналу (PDF) за 26 лютого 2015. Процитовано 2 травня 2015.
3. ↑  State & County QuickFacts. United States Census Bureau. Архів оригіналу за 18 жовтня 2011. Процитовано 18 грудня 2013.(англ.) Наведено за англійською вікіпедією.
4. ↑  American FactFinder. Бюро перепису населення США. Архів оригіналу за 21 травня 2008. Процитовано 31 січня 2008.

| США | Це незавершена стаття з географії США. Ви можете допомогти проєкту, виправивши або дописавши її. |